# 斯德哥爾摩天文台
斯德哥爾摩天文台（瑞典語：Stockholms observatorium）是瑞典首都斯德哥爾摩萨尔特舍巴登的一座天文台，創建於18世紀，現在屬於斯德哥爾摩大學。2000年，在斯德哥爾摩天文台發現了小行星36614 Saltis。

## 外部連結
- 维基共享资源上的相關多媒體資源：斯德哥爾摩天文台
- Observatory Museum (The Old Stockholm Observatory)
- Stockholm Historical Weather Observations （页面存档备份，存于）